# Enjil
Enjil  (in arabo انجيل‎?) è un centro abitato e comune rurale del Marocco situato nella provincia di Boulemane, regione di Fès-Meknès. Conta una popolazione di 8 364 abitanti (censimento 2014).